# Harry Bagge

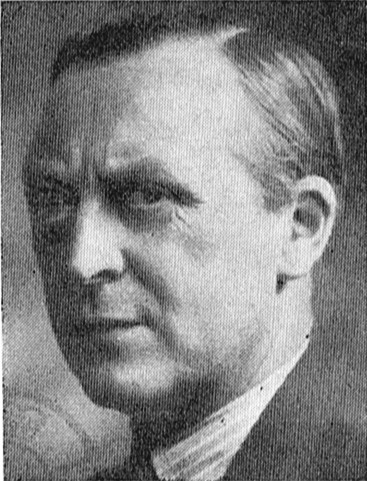
Harry Bagge

Harry Arvid Mortimer Nicolaus Bagge, född 29 november 1907 i Kristianstad, död 6 mars 1997, var en svensk diplomat.

## Biografi
Bagge var son till disponent Mortimer Bagge och Elsa Olsson. Han diplomerades från Handelshögskolan i Stockholm 1932 och tog kansliexamen 1933. Bagge var löjtnant vid Wendes artilleriregementes (A 3) reserv 1934 och blev attaché vid Utrikesdepartementet (UD) samma år. Han tjänstgjorde i Rom 1935, Prag 1937 och var tillförordnad andre sekreterare vid UD 1939, förste sekreterare 1941, förste legationssekreterare i Bern 1944 och Köpenhamn 1945. Bagge var därefter byråchef vid UD 1947, beskickningsråd i Helsingfors 1949, sändebud i Chile 1954-1962, jämväl Bolivia 1956-1962, Tjeckoslovakien 1963-1969, jämväl Ungern 1963-1964 och Turkiet 1969-1973.
Han gifte sig 1934 med friherrinnan Aimée Åkerhielm (1910-1995), dotter till bruksägaren, friherre Gustaf Åkerhielm och Amalia Wattrang. Bagge är far till Gunilla (född 1935), Peter (född 1938), Fredrik (född 1943) och Hélène (född 1951). Bagge avled den 6 mars 1997 och gravsattes den 20 mars 1997 på Norra begravningsplatsen i Solna kommun.

## Utmärkelser
Bagges utmärkelser:
- Riddare av Nordstjärneorden (RNO)
- Kommendör av Danska Dannebrogsorden (KDDO)
- Kommendör av Finlands Vita Ros’ orden (KFinlVRO)
- Riddare av 1. klass av Norska Sankt Olavsorden (RNS:tOO1kl)
- Riddare av Italienska kronorden (RItKrO)
- Riddare av Tjeckoslovakiska Vita Lejonets orden (RTjslVLO)